# XSPORT
XSPORT — украинский общенациональный спортивный телеканал. Начал тестовое вещание 16 января 2012 года, полноценное — 22 января. Прекратил вещание 1 января 2015 года. 13 апреля 2016 года XSPORT возобновил вещание на DVB-T2, а также со спутника Azerspace-1, 1 мая 2016 года начал вещание со спутника Astra 4A.

## История
1 июня 2011 года национальный совет Украины по вопросам телевидения и радиовещания на заседании принял решение о выдаче лицензии на спутниковое вещание ООО «Тотвельд». Логотип и название канала согласно заявке — «Хоккей». Тогда же было объявлено, что канал начнёт вещание «в январе — феврале 2012 года». 18 августа 2011 года телеканал стал победителем конкурса нацсовета, и получил лицензию на эфирное цифровое вещание.
Телеканал претендовал на вещание в формате высокой чёткости, но не попал в список восьми телеканалов, выигравших тендер на HD-вещание. Тем не менее, от идеи транслировать матчи в HD канал не отказался, но это возможно после того, как большинство арен будут готовы к такой возможности. Сначала планировалось вещание со спутника Astra 1G, но в декабре телеканал поменял решение в пользу спутника Amos. Помимо смены спутника вещания, телеканал сменил директора. 16 января 2012 года телеканал начал тестовое вещание со спутника Amos, а 20 января началось кодирование сигнала в системе кодировки BISS.
22 января 2012 года телеканал начал регулярное вещание с прямой трансляции матча НХЛ «Эдмонтон» — «Калгари», а официальная церемония запуска эфира состоялась в тот же день во Дворце спорта, накануне матча всех звёзд ПХЛ.
В конце мая 2013 года владелец канала принял решение переоформить лицензию и изменить название канала на «XSPORT», а также расширить концепцию вещания, показывая не только хоккей, но и другие спортивные события. 10 июня 2013 года состоялся официальный ребрендинг канала.
«XSPORT» позиционирует себя как спортивный канал, предлагающий контент для аудитории с активной жизненной позиции, исповедующей здоровый образ жизни. Наряду с классическими видами спорта — хоккеем, боксом, единоборствами, легкой атлетикой, теннисом, плаваньем, гандболом, канал предлагает своим зрителям программы об экстремальных видах спорта, спортивной рыбалке, трансляции соревнований по спидвею, гонках «экологической» Формулы Е, снукеру, покеру, познавательные и юмористические программы, связанные со спортом.
В условиях войны на Востоке Украины, сложной экономической ситуации в стране, нестабильности валютного курса, телеканал XSPORT принял решение с 1 января 2015 года приостановить собственное телевизионное вещание. В первую очередь, такие меры были связаны с невозможностью сформировать бюджет для закупки качественного иностранного контента, оплата которого производится в долларах и евро. Таким образом, канал приостановил вещание для оптимизации технических расходов. Что касается онлайн-вещания и официального сайта телеканала XSPORT, то на их работу такое решение не повлияло. Ресурс продолжил информировать украинских болельщиков о спортивных событиях на территории Украины и по всему миру. В 2014 году наиболее рейтинговым продуктом телеканала XSPORT стал чемпионат мира по баскетболу, теннисный турнир Уимблдон, чемпионат мира по хоккею, боксерский поединок между Василием Ломаченко и Гэри Расселом-младшим, а также этапы легкоатлетического турнира Бриллиантовая лига.
13 апреля 2016 года XSPORT возобновил вещание на спутнике и в цифровой сети DVB-T2 после вынужденной паузы.
9 ноября 2017 года телеканал обновил логотип и графическое оформление, которые стали выполнены в жёлтых и синих цветах.

## XSPORT+
1 июля 2021 года начал вещание второй телеканал «XSPORT+», посвящён преимущественно украинскому спорту. Телеканал транслирует национальные соревнования и международные спортивные события с участием украинцев. Программная сетка состоит из турниров по хоккею, боксу, волейболу, борьбе, киберспорту, смешанным единоборствам, армрестлингу и другим видам спорта.
По словам представителей канала, «XSPORT+» создан с целью поддержки украинского национального спорта и развития культуры потребления спортивного контента в Украине.

## Вещание

### Эфирное и кабельное вещание
Телеканал вещает бесплатно и без взимания абонентской платы в эфирном цифровом пакете в DVB-T2, поскольку выиграл конкурс на попадание в общенациональные мультиплексы. Также вещает в пакетах крупнейших кабельных операторов Украины: «Воля», «Триолан», и в региональных сетях.

## Программная сетка

### Трансляции
- Хоккей: Чемпионат мира, U-20, УХЛ
- Бокс: Union Boxing Promotion, Sparta Boxing Promotions, KOTV Classics
- MMA: MMA Pro Ukraine, Mix Fight Promotions, Пересвіт Промоушн, Федерация смешанных единоборств Украины, WWFC
- Баскетбол: Чемпионат мира, Евробаскет, украинская Суперлига
- Гандбол: Чемпионат Европы 2016
- Киберспорт
- Волейбол
- Футбол (ПФЛ) та футзал (Екстра-лига)
- Универсиада

### Программы
- XSPORT NEWS
- Як я став хокеїстом
- Fight life
- Огляд УХЛ
- Бійцівський клуб
- XSPORT MOTO
- XSPORT VLOG
- Україна футбольна
- Наш теніс
- Час чемпіонів
- XSPORT STUDIO

#### XSPORT+
- Льодовиковий період
- XSPORT Review
- Бійцівський клуб
- Fight life
- XSPORT MOTO

## Сотрудники

### Руководство
- Директор — Олег Шадрунов
- Главный редактор — Александр Сукманский
- Программный директор — Юрий Мошун

### Телеведущие и комментаторы
- Александр Сукманский
- Филипп Штода
- Дмитрий Лазуткин
- Евгений Шульмейстр
- Сергей Лукьяненко
- Филипп Бурый
- Александр Черненко
- Ульяна Шух
- Марина Машкина
- Екатерина Павлова
- Екатерина Годунова

## Награды и премии
- Лучшее электронное СМИ (2016)
- Лучшее электронное издание года (Отдел спорта) (2017)
- Лучшее спортивное СМИ (2018)